# Pablo Jourdán
Pablo Alfonso Jourdán Alvariza (ur. 23 stycznia 1964 w Montevideo) – urugwajski duchowny rzymskokatolicki, w latach 2018–2021 biskup pomocniczy Montevideo, biskup diecezjalny Melo od 2021.

## Życiorys
Święcenia kapłańskie przyjął 5 listopada 1995 i został inkardynowany do diecezji Minas. Pracował jako duszpasterz parafialny, był też kierownikiem duszpasterstwa biblijnego w diecezji.
24 lipca 2018 papież Franciszek mianował go biskupem pomocniczym Montevideo ze stolicą tytularną Medianas Zabuniorum. Sakrę biskupią otrzymał 30 września 2018 z rąk kardynała Daniela Sturla.
15 września 2021 został mianowany biskupem ordynariuszem diecezji Melo.